# Pierre Antoine Motteux
Pierre Antoine Motteux, angleški prevajalec in dramatik francoskega rodu, * 25. februar 1663, Rouen, † 18. februar 1718, London.